# MSISDN
MSISDN je celosvětově jednoznačné číslo, které identifikuje účastníka ve veřejné telefonní síti. Z pohledu uživatele jde jednoduše o telefonní číslo. Přidělování čísel MSISDN se řídí číslovacím plánem E.164, který definovala Mezinárodní telekomunikační unie (ITU-T).
Doporučení E.164 uvádí, že MSISDN začíná vždy kódem země, v praxi se MSISDN obvykle uvádí v mezinárodním formátu telefonního čísla i s mezinárodním přestupným znakem (nejčastěji + nebo 00), například pro české MSISDN je to +420 xxx xxx xxx, samotný přestupný znak ale není součástí MSISDN.
V mobilních sítích GSM nebo UMTS je každému účastníkovi přiděleno číslo IMSI (číslo SIM karty), podle kterého lze zjistit příslušnost účastníka k síti mobilního operátora. V domovském registru (HLR) a na SIM kartě je pak nastaveno přiřazení mezi MSISDN a IMSI. Přiřazení je možné měnit, čímž je umožněna přenositelnost čísel – účastník si může při přechodu k jinému operátorovi ponechat svoje telefonní číslo (MSISDN).

## Význam zkratky
Zkratka MSISDN se v různých standardech vykládá různě, nejčastěji se používá Mobile Subscriber Integrated Services Digital Network Number:
| Výklad                                      | Organizace | Zdroj                                        |
| ------------------------------------------- | ---------- | -------------------------------------------- |
| Mobile Subscriber ISDN Number               | 3GPP       | Vocabulary for 3GPP Specifications           |
| Mobile Subscriber ISDN Number               | ITU-T      | ITU-T Recommendation Q.1741.4                |
| Mobile Subscriber ISDN Number               | OMA        | Dictionary for OMA Specifications            |
| Mobile Station International ISDN Number(s) | 3GPP       | GSM 03.03                                    |
| Mobile Station International ISDN Number(s) | ITU-T      | Zmíněno v ITU-T Recommendation Q.1741.4      |
| Mobile Station International ISDN Number(s) | GSMA       | Mobile Terms & Acronyms                      |
| Mobile subscriber international ISDN number | ITU        | Vocabulary of Switching and Signalling Terms |

Všechny výklady této zkratky odkazují na ISDN, MSISDN je však univerzální identifikační číslo a není nijak vázáno na služby ISDN.

## Formát MSISDN
MSISDN může mít podle E.164 maximální délku 15 číslic a tvoří ho kód země následovaný národním telefonním číslem; to se skládá z kódu mobilní sítě a čísla v příslušné síti. Celkem je tedy MSISDN vytvořeno ze tří částí:
- Country Code (CC) – jedno- až trojciferný kód země (pro ČR je to 420)
- National Destination Code (NDC) – národní směrové číslo, určuje mobilní síť v příslušné zemi (v ČR třímístné číslo, např. 603)
- Subscriber Number (SN) – účastnické číslo, určuje konkrétního telefonního účastníka (v ČR je to šestimístné číslo, např. 123 456)

| Země     | MSISDN       | CC  | NDC | SN      |
| -------- | ------------ | --- | --- | ------- |
| Česko    | 420603123456 | 420 | 603 | 123 456 |
| Maďarsko | 36701234567  | 36  | 70  | 1234567 |
| Rusko    | 79261234567  | 7   | 926 | 1234567 |